# Denijs Calvaert
Denijs Calvaert o Calvart, detto in Italia Dionisio Fiammingo, (Anversa, 1540 circa – Bologna, 16 aprile 1619) è stato un pittore fiammingo, della corrente tardo-manierista.

## Biografia

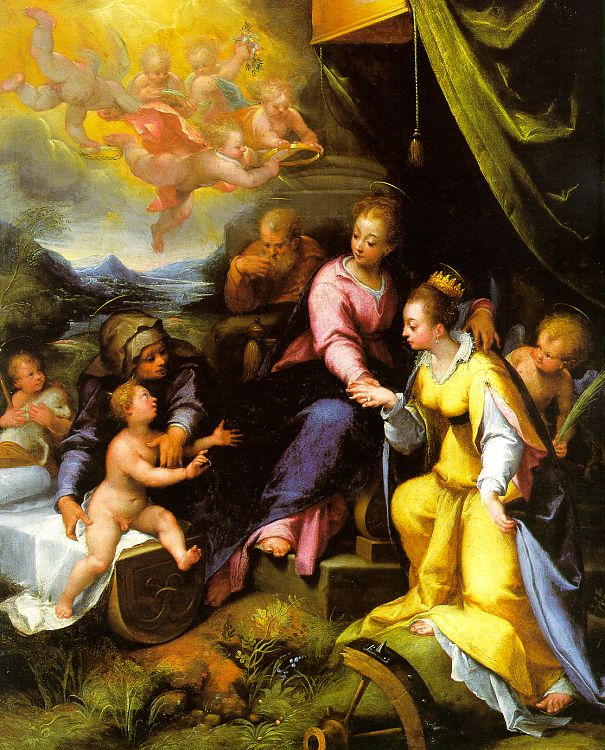
Nozze mistiche di santa Caterina, Lipsia, Museum der Bildenden Künste

Dopo aver studiato pittura di paesaggio con Christiaen van Queecborn ad Anversa, dove è documentato col nome di Caluwaert, si stabilì a Bologna, perfezionandosi nel nudo con Prospero Fontana tanto da abbandonare la sua maniera fiamminga per quella italiana. A Roma, verso il 1560, collaborò con Lorenzo Sabbatini nelle decorazioni vaticane e studiò l'opera di Raffaello.
Tornato a Bologna nel 1574, vi aprì una scuola che vantò allievi prestigiosi come Guido Reni, Francesco Albani e il Domenichino. Benché rivaleggiasse con l'Accademia dei Carracci, era talmente rispettato che alla sua morte Ludovico Carracci curò l'allestimento dei suoi funerali nella chiesa dei Serviti e accolse nell'Accademia tutti i suoi allievi.
Il suo capolavoro è considerato il San Michele della chiesa bolognese di San Petronio; tra le altre opere si ricordano la Flagellazione della Pinacoteca nazionale di Bologna, replicata nella Galleria Borghese di Roma e le Nozze mistiche di santa Caterina al Museum der Bildenden Künste di Lipsia.
Esperto nella composizione, molto preciso nella prospettiva e fluido nel disegno, dà alle sue tele un colore denso e ricco e un'esecuzione accurata; se le sue raffigurazioni manieristiche hanno un che di rigido, fu superiore a molti suoi contemporanei nella ricchezza cromatica e pochi lo superarono nella sua capacità di didatta.